# Danko Lazović
Danko Lazović (Kragujevac, 1983. május 17. –) szerb válogatott labdarúgó.

## Pályafutása

### Klubcsapatokban

#### Partizan
Danko Lazović Kragujevacban született és labdarúgó pályafutását is itt kezdte, a Radnički Kragujevac akadémiáján, mielőtt tizenhárom évesen csatlakozott a belgrádi Partizan csapatához. Az első szezonjában Lazović nyolc bajnoki mérkőzésen kapott lehetőséget a 2000-2001-es szezonban, de az idény nagy részét kölcsönben töltötte a Teleoptik csapatában. 2001. augusztus 23-án a nemzetközi kupaporondon is bemutatkozott, az UEFA-kupa selejtezőjében az andorrai Santa Coloma ellen kapott játéklehetőséget. A Partizannal a  2001-2002-es és 2002-2003-as szezonban is bajnoki címet nyert.

#### Feyenoord
Lazović 2003 nyarán csatlakozott a Feyenoord csapatához, akik hétmillió eurót fizettek a játékjogáért. 2003. október 17-én, az új szezon nyitófordulójában mutatkozott be a rotterdami csapatban. A Nijmegen ellen 2–1-re megnyert bajnokin első gólját is megszerezte. 2004. január 25-én egy tizenöt mérkőzéses góltalansági sorozatot szakított meg és 3-2-es győzelemhez segítette csapatát az Utrechttel szemben. Első hollandiai idényében 23 bajnokin hatszor talált az ellenfelek kapujába. A következő szezont remekül kezdte, első gólját a PEC Zwolle elleni 7-1-es győzelem alkalmával szerezte, majd gólpasszt adott Dirk Kuijtnek a De Graafschap 7-2-es legyőzésekor. Ennek ellenére ebben a szezonban kevesebb játéklehetőséget kapott, ezért 2005 nyarán a német élvonalban szereplő Bayer Leverkusenhez került kölcsönbe. Az átigazolástól Lazović azt remélte, hogy pályafutása új lendületet kap. A Német Kupa első fordulójában mesterhármast ért el a Rot-Weiß Erfurt 8-0-s legyőzésekor. Fél szezont töltött Németországban, 2006 januárjában visszatért a Feyenoordhoz. Összesen 18 bajnokin szerepelt, ezeken négyszer volt eredményes, azonban arról lehetett hallani, hogy magatartása bomlasztó hatással van az öltözői hangulatra. A szezon utolsó bajnoki mérkőzését követően egy edzésen Lazović állítólag csapattársával, Niša Saveljićcsel verekedett össze, amit később az edzőteremben is folytattak.

#### Vitesse
2006 nyarán, egy rövid belgrádi kölcsönjátékot követően a Vitesse-ben folytatta pályafutását, akik másfél millió eurót fizettek érte a Feyenoordnak. Lazović a Sparta Rotterdam 2-1-es legyőzésekor debütált. A következő fordulóban, az Alkmaar elleni 3-1-es győztes mérkőzésen is eredményes volt. 2006. szeptember 23-án megszerezte első mesterhármasát is a holland bajnokságban a Heracles Almelo elleni 4-0-s győzelemkor. 2006. október 28-án gólt lőtt az Excelsior elleni bajnokin, majd néhány perccel később kiállították, mert belerúgott az ellenfél játékosába. Lazović az Ajax 4-2-es legyőzésében is meghatározó szerepet játszott, gólt lőtt és két gólpasszt adott az amszterdami klub elleni mérkőzésen. Összességében nagyszerű szezont produkált, sokáig versenyben volt a gólkirályi címért is. 32 bajnokin 19 gólt szerzett.

#### PSV

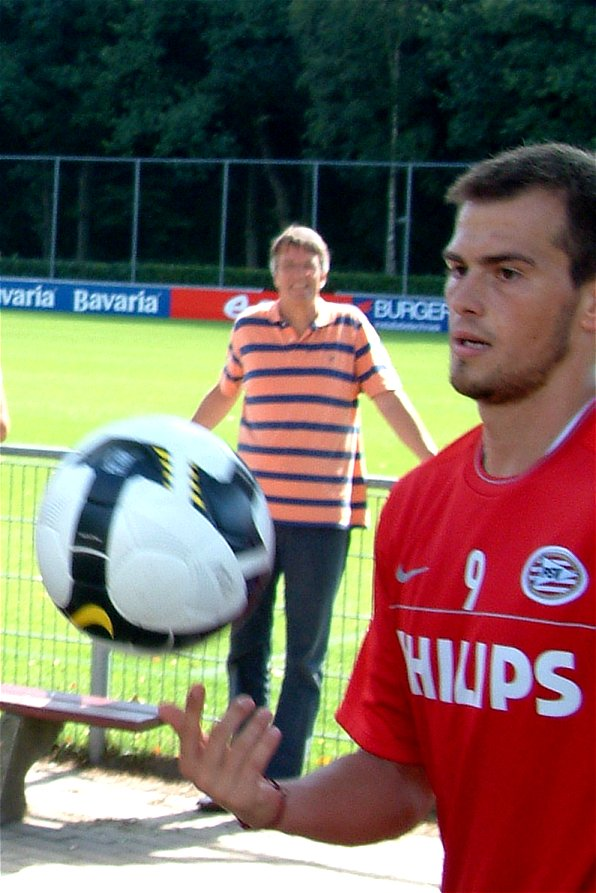
Lazović a PSV Eindhovenben

Lazović a Vitesse-ben nyújtott teljesítményével felkeltette a PSV Eindhoven érdeklődését, akik 6, 6 millió euróért szerződtették a szerb játékost, és öt évre szóló szerződést írtak vele alá. A 9-esszámú mezt kapta új klubjában, miután Patrick Kluivert ekkor szerződött a francia Lille csapatához.
A szezon nyitófordulójában kétszer is betalált a Nijmegen kapujába az 5-0-ra megnyert találkozón. Szeptemberben az orosz CSZKA Moszkva 2-1-es legyőzésekor bemutatkozott a Bajnokok Ligájában is. A jó kezdés ellenére a PSV csak a harmadik helyet szerezte meg csoportjában, így tavasszal az UEFA-kupában folytathatta szereplését a nemzetközi kupaporondon. A kieséses szakasz első fordulójában a svéd Helsingborgs IF és az angol Tottenham csapatán még túljutott a holland csapat, de a negyeddöntőben az olasz Fiorentina 3–1-es összesítéssel jobbnak bizonyult. A szezon végén a PSV megszerezte a bajnoki címet, Lazović 31 találkozón 11 gólt szerzett.
A következő szezonban a nyitófordulóban duplázott a Graafschap ellen, csapata 3–0-ra győzött. 2008 novemberében konfliktusba keveredett a csapat vezetőedzőjével, Huub Stevensszel, miután a PSV 4–1-re elveszítette az Ajax elleni rangadót. A Bajnokok Ligája csoportkörének utolsó fordulójában ugyan gólt lőtt az Anfield Roadon, de a PSV így is 3–1-es vereséget szenvedett és az utolsó helyen zárta a küzdelmeket. A csapat a bajnoki címet sem tudta megvédeni, azt az Alkmaar nyerte meg.	
A 2009–2010-es szezonban 2009. szeptember 26-án, a Willem II 3-1-es legyőzésekor szerezte első bajnoki gólját. November 11-én mesterhármast szerzett az ADO Den Haag  ellen 5-1-re megnyert találkozón. 2009. december 6-án, az RKC Waalwijk 2-0-s legyőzésekor szerezte utolsó találatát a klubban, utolsó bajnoki mérkőzése pedig a Sparta Rotterdam elleni 1-1-es döntetlen volt.  

#### Zenyit

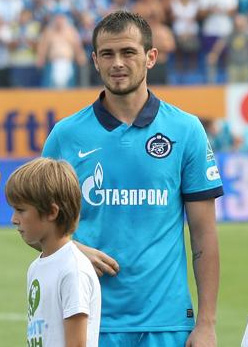
Lazović a Zenyitben

2010. március 3-án az orosz Zenyit bejelentette Lazović leigazolását. A szentpétervári klub sajtóhírek szerint közel ötmillió eurót fizetett érte a PSV-nek. A szerződést követően Jan Reker, a PSV vezérigazgatója így nyilatkozott: "Danko Lazović egy hete beszámolt a Zenyit érdeklődéséről és miután többször megvitattuk a helyzetét, végül úgy döntöttünk, hogy elfogadjuk az ajánlatot.”
Lazović az orosz Premjer League-ben 2010. március 13-án mutatkozott be a Krilja Szovetov Szamara elleni bajnokin, ahol az 54. percben állt be Konsztantyin Zirjanov helyére. Két héttel később gólpasszt adott Danny Alvesnek a Gyinamo Moszkva elleni bajnokin. Első gólját július 9-én az Alanyija Vlagyikavkaznak lőtte a 3-1-re megnyert bajnokin.
2010. szeptember 30-án duplázott az AÉK elleni UEFA-kupa mérkőzésen.  2010. november 14-én bajnoki címet ünnepelhetett a csapattal, Lazović összesen hét gólt szerzett az idény folyamán, ebből ötöt a bajnokságban.
2011. június 19-én, a Volga feletti 2-0-os győzelmet követően Lazović a sportújságok címlapjára került, miután összetűzésbe keveredett a stadionban lévő rendfenntartókkal. A mérkőzés után készült felvételeken jól látható volt, ahogy már mezét levéve az ellenfél szurkolói felé indul, hogy előttük ünnepelje csapata győzelmét, azonban a rendőrök ezt megakadályozzák. A szerb csatár vállán később vipera által okozott sérülés volt látható. Lazović a Sport Express című sportújságnak így nyilatkozottː "Én egyszerűen odamentem a szurkolóinkhoz, hogy a mezemet odaadjam nekik, amikor egy rendőr tűnt fel mögöttem és hátulról áramütést éreztem. [...]"  A rendőri akció miatt a klub vádat emelt, azonban a rendőrség tagadta a túlkapás tényét, de az ügyben vizsgálat indult. Az orvosi szakbizottság bizonyítékot mutatott arra, hogy Lazović elektromos áramütést kapott, ami egyértelműen ütőfegyvertől származott, sérülése pedig elsőfokú égési sérülésnek felelt meg. Később az incidens miatt Lazović nem tartott a csapattal az edzőtáborba, majd a tartalékcsapathoz irányították át. Ezt követően az első csapattól elkülönítve edzett, miközben több csapat, így a PAÓK és a Legia Warszawa érdeklődött iránta. 2013 novemberében Lazović bejelentette, hogy elhagyja a klubot a szezon végén.
2013. február 27-én, egy nappal az orosz átigazolási határidő vége előtt bejelentették, hogy a 2012-2013-as szezon végéig a szintén orosz első osztályú Rosztovhoz kerül kölcsönbe. Első mérkőzését a csapatban az Alanyija elleni 0-0-s bajnokin játszotta, majd a szezon végén visszatért a Zenyithez.

#### Partizan

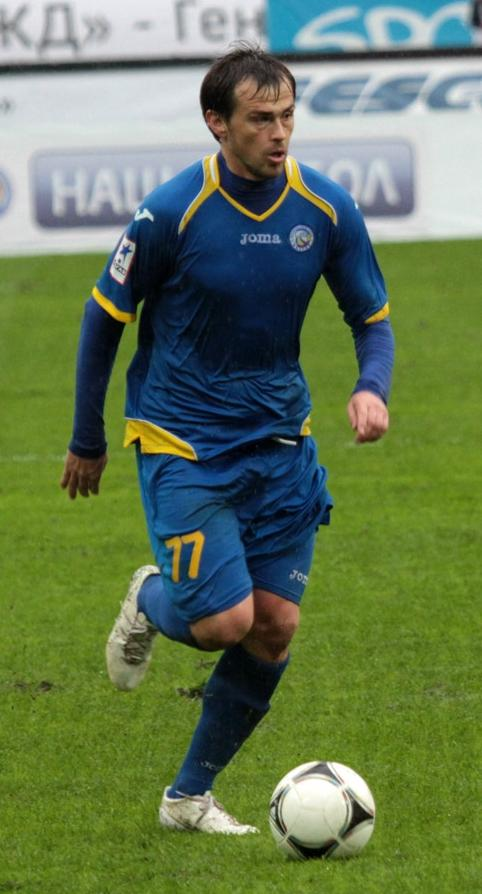
Lazović a Rosztovban

Miután elhagyta a szentpétervári csapatot, Lazović visszatért Szerbiába, egykori csapatához a Partizanhoz. A belgrádiak ingyen igazolták le és kétéves szerződést írtak alá egykori játékosukkal. 2014. március 8-án Lazović újra pályára lépett a klub mezében, éppen nevelőklubja, a Radnički Kragujevac ellen. Az 5-0-ra megnyert bajnokin büntetőből gólt is szerzett. A 2013-14-es szezonban 10 mérkőzésen 6 gólt szerzett.
2014. július 15-én, a 2014-15-ös szezonban az első mérkőzésen pályára lépett a feröeri HB Tórshavn ellen a Bajnokok Ligája második selejtezőkörében. Egy gólt szerzett, csapata 3-0-s győzelmet aratott. 2014. augusztus 31-én az FK Rad ellen 4-0-ra megnyert bajnoki találkozón újfent eredményes volt. Összességében 15 bajnokin kilencszer volt eredményes a szezon őszi felében.

#### Peking Enterprises
2015. február 16-án a pekingi Enterprises csapatához szerződött. A kínai másodosztályban 28 bajnokin lépett pályára és 13 gólt szerzett.

#### Olimpija Ljubljana
2016. február 25-én a szlovén élvonalban szereplő NK Olimpija csapata igazolta le. 2016. április 20-án elhagyta a klubot anélkül, hogy egyetlen tétmérkőzésen is pályára lépett volna, miután nem kapott munkavállalási- és így játékengedélyt sem.

#### Videoton
2016 júniusában jelentette be Lazović szerződtetését a Videoton FC. Az akkor 33 éves szerb csatár a 7-es számú mezt kapta meg új klubjánál. Első gólját a magyar élvonalban augusztus 7-én a Gyirmót ellen szerezte, majd a következő fordulóban ismét eredményes volt a Mezőkövesd ellen. A bajnokság kilencedik fordulójában a Videoton 4–3-ra győzött az Újpest ellen, Lazović szabadrúgásból volt eredményes. A 17. fordulóban duplázni tudott az MTK ellen, csapata 2–0-ra győzött. A következő fordulóban a hétvége válogatottjába is bekerült a Nemzeti Sport osztályzatai alapján. 2017 márciusában, a bajnokság 22. fordulójában látványos gólt szerzett a Budapest Honvéd ellen, a Videoton 3–0-ra győzött. A bajnokságban csapatával a második helyen végeztek, miután az utolsó, 33. fordulóban 1–0-s vereséget szenvedtek az így aranyérmes Honvédtól. Lazović 30 bajnokin 10 gólt szerzett, és több külföldi csapat érdeklődését is felkeltette. A bajnoki döntőnek is beillő találkozón ellenszenves magatartásával és szimulációjával hívta fel magára a figyelmet. A szezon után a RangAdó Díjátadó Gálán az idény legjobbjának választották.
A következő szezon elején a Videoton az Európa-liga selejtezőjében szerepelhetett, ahol Lazović csapata alapembere és kulcsjátékosa volt. A sorozat főtáblájára nem sikerült feljutni a székesfehérvári csapatnak, az utolsó körben éppen Lazović egykori csapata, a Partizan ejtette ki a Videotont. A bajnoki szezon őszi felében kitűnő teljesítményt nyújtott a Ferencvárossal harcoló csapatában, a 19. fordulót követően bekerült az őszi idény álomcsapatába is a Nemzeti Sportnál. 2018 februárjában szerződést hosszabbított a csapattal. Az idény végén bajnoki címet szerzett a Videotonnal. 25 mérkőzésen 14 alkalommal volt eredményes.
A 2018-2019-es szezonban csapatával kiharcolták az Európa-liga csoportkörében való szereplés jogát. A Videoton egészen a Bajnokok Ligája selejtezőjének playoffköréig jutott, ott a görög AÉK állította meg. A bajnoki szezon elején 6 találkozón egyszer volt eredményes, majd 2018. szeptember 17-én váratlanul bejelentette, hogy azonnali hatállyal szerződést bont a klubbal és befejezi pályafutását. Döntését nem indokolta, sajtóértesülések szerint a hirtelen döntés oka lehetett az azt megelőző bajnoki fordulóban a Puskás Akadémia elleni vesztes mérkőzést követően kitört verekedés, illetve az ezt követő öltözői feszültség, de lehetett az is, hogy a Partizan felajánlotta számára a sportigazgatói posztot a klubnál. Szeptember 19-én a Videoton is megerősítette, hogy Lazović kérte a szerződése felbontását. Lazović kétségtelenül a magyar élvonal történetének egyik legjobb képességű idegenlégiósa volt, azonban a pályán mutatott magatartása, szimulálásai miatt megítélése mégis vegyes. A Videoton színeiben 80 tétmérkőzésen 29 gólt lőtt és ugyanennyi gólpasszt jegyzett. Szeptember 21-én a Videoton hivatalos honlapján erősítette meg Lazović visszavonulását, a játékos egy közleményt is kiadott, ebben azonban döntésének okát nem részletezte.

## Válogatott
Lazović 2002. március 27-én mutatkozott be a jugoszláv válogatottban egy Brazília elleni barátságos mérkőzésen.
Az ezt követő időszakban a nemzeti csapat már Szerbia és Montenegró, majd Szerbia néven szerepelt. Lazović első válogatott gólját is ebben a periódusban szerezte, 2006. augusztus 16-án egy csehek elleni felkészülési találkozón. Részt vett a 2010-es világbajnokságon
2011 márciusában, a 2012-es Európa-bajnoki selejtezők alatt 27 éves korában lemondta a válogatottságot, hogy csak klubcsapabeli kötelezettségeire koncentrálhasson. Összesen 47 találkozón szerepelt címeres mezben, 11 gólt ért el.

## Statisztika
2018. szeptember 15-én frissítve.

### Klubcsapatokban
| Klub                 | Szezon         | Bajnokság     | Bajnokság | Országos kupa | Országos kupa | Nemzetközi kupa | Nemzetközi kupa | Egyéb         | Egyéb | Összesen      | Összesen |
| Klub                 | Szezon         | Pályára lépés | Gól       | Pályára lépés | Gól           | Pályára lépés   | Gól             | Pályára lépés | Gól   | Pályára lépés | Gól      |
| -------------------- | -------------- | ------------- | --------- | ------------- | ------------- | --------------- | --------------- | ------------- | ----- | ------------- | -------- |
| Teleoptik            | 2000–01        | 23            | 7         | —             | —             | —               | —               | —             | —     | 23            | 7        |
| Partizan             | 2000–01        | 8             | 0         | 0             | 0             | 0               | 0               | —             | —     | 8             | 0        |
| Partizan             | 2001–02        | 26            | 9         | 0             | 0             | 1               | 0               | —             | —     | 27            | 9        |
| Partizan             | 2002–03        | 26            | 11        | 2             | 1             | 6               | 3               | —             | —     | 34            | 15       |
| Partizan             | Összesen       | 60            | 20        | 2             | 1             | 7               | 3               | —             | —     | 69            | 24       |
| Feyenoord            | 2003–04        | 23            | 6         | 1             | 0             | 2               | 0               | —             | —     | 26            | 6        |
| Feyenoord            | 2004–05        | 18            | 3         | 2             | 1             | 5               | 0               | —             | —     | 25            | 4        |
| Feyenoord            | Összesen       | 41            | 9         | 3             | 1             | 7               | 0               | —             | —     | 51            | 10       |
| Bayer Leverkusen     | 2005–06        | 9             | 0         | 1             | 3             | 1               | 0               | —             | —     | 11            | 3        |
| Partizan             | 2005–06        | 11            | 5         | 0             | 0             | 0               | 0               | —             | —     | 11            | 5        |
| Vitesse              | 2006–07        | 32            | 19        | 2             | 1             | —               | —               | 5             | 2     | 39            | 22       |
| PSV                  | 2007–08        | 31            | 11        | 0             | 0             | 12              | 3               | 0             | 0     | 43            | 14       |
| PSV                  | 2008–09        | 27            | 8         | 2             | 2             | 3               | 1               | 1             | 1     | 33            | 12       |
| PSV                  | 2009–10        | 24            | 5         | 3             | 1             | 11              | 1               | 0             | 0     | 38            | 7        |
| PSV                  | Összesen       | 82            | 24        | 5             | 3             | 26              | 5               | 1             | 1     | 114           | 33       |
| Zenyit Szentpétervár | 2010           | 20            | 5         | 5             | 1             | 11              | 3               | 0             | 0     | 36            | 9        |
| Zenyit Szentpétervár | 2011–12        | 31            | 12        | 3             | 0             | 6               | 0               | 1             | 0     | 41            | 12       |
| Zenyit Szentpétervár | Összesen       | 51            | 17        | 8             | 1             | 17              | 3               | 1             | 0     | 77            | 21       |
| FK Rosztov           | 2012–13        | 9             | 1         | 2             | 0             | —               | —               | 2             | 1     | 13            | 2        |
| Partizan             | 2013–14        | 10            | 6         | 0             | 0             | 0               | 0               | —             | —     | 10            | 6        |
| Partizan             | 2014–15        | 15            | 9         | 2             | 0             | 11              | 3               | —             | —     | 28            | 12       |
| Partizan             | Összesen       | 25            | 15        | 2             | 0             | 11              | 3               | —             | —     | 38            | 18       |
| Beijing BG           | 2015           | 28            | 13        | 3             | 2             | —               | —               | —             | —     | 31            | 15       |
| Videoton             | 2016–17        | 30            | 10        | 0             | 0             | 1               | 0               | —             | —     | 31            | 10       |
| Videoton             | 2017–18        | 25            | 14        | 3             | 0             | 8               | 2               | —             | —     | 36            | 16       |
| Videoton             | 2018–19        | 6             | 1         | 0             | 0             | 7               | 2               | —             | —     | 13            | 3        |
| Videoton             | Összesen       | 61            | 25        | 3             | 0             | 16              | 4               | —             | —     | 80            | 29       |
| Karrier összes       | Karrier összes | 432           | 155       | 31            | 12            | 85              | 18              | 9             | 4     | 557           | 189      |

### Mérkőzései a jugoszláv válogatottban
| #  | Dátum             | Ellenfél | Eredmény | Kiírás              | Esemény |
| -- | ----------------- | -------- | -------- | ------------------- | ------- |
| 1. | 2002. március 27. | Brazília | 0 – 1    | barátságos mérkőzés | 82'     |

### Mérkőzései a szerbia és montenegrói válogatottban
| #  | Dátum               | Ellenfél  | Eredmény | Kiírás              | Esemény |
| -- | ------------------- | --------- | -------- | ------------------- | ------- |
| 1. | 2004. július 11.    | Szlovákia | 2 – 0    | Kirin-kupa          | 75'     |
| 2. | 2004. július 13.    | Japán     | 0 – 1    | Kirin-kupa          | 65'     |
| 3. | 2004. augusztus 18. | Szlovénia | 1 – 1    | barátságos mérkőzés | 90+2'   |

### Válogatott statisztika
| Szerbia | Szerbia       | Szerbia |
| Év      | Pályára lépés | Gólok   |
| ------- | ------------- | ------- |
| 2002    | 1             | 0       |
| 2003    | 0             | 0       |
| 2004    | 3             | 0       |
| 2005    | 0             | 0       |
| 2006    | 6             | 3       |
| 2007    | 8             | 2       |
| 2008    | 6             | 2       |
| 2009    | 9             | 3       |
| 2010    | 10            | 1       |
| 2011    | 0             | 0       |
| 2012    | 0             | 0       |
| 2013    | 0             | 0       |
| 2014    | 4             | 0       |
| Total   | 47            | 11      |

## Sikerei, díjai
- FK Partizan
  - Szerb bajnokság: 2001–2002, 2002–2003
- PSV Eindhoven
  - Holland labdarúgó-bajnokság: 2007–2008
- Zenyit
  - Orosz labdarúgó-bajnokság: 2010, 2011–2012
  - Orosz kupagyőztes: 2010
  - Orosz szuperkupa: 2011
- Videoton FC
- NB I: 
  - bajnok: 2017-18
  - ezüstérmes: 2016–2017
- MLSZ Rangadó Díj: Az év NB I-es játékosa: 2016–17[51]